# Michal Jančařík
Michal Jančařík (* 10. července 1975 Plzeň) je český televizní moderátor, hlasatel, konferenciér, syn moderátora a herce Petra Jančaříka.
Narodil se 10. července 1975 v Plzni. Tam také absolvoval gymnázium. Na Filozofické fakultě Univerzity Karlovy v Praze vystudoval obor Andragogika a personální řízení.
Od roku 1995 působil jako moderátor, celých 17 let v TV Nova moderoval předpověď počasí. Později také Snídani s Novou a od roku 2009 šest let pořad Cyklotoulky, vysílaný Českou televizí na sportovní stanici ČT 4. Po ochrnutí a rekonvalescenci začal od října 2017 opět na Nově moderovat Polední Sportovní noviny.
Amatérsky hrál tenis, lyžoval, jezdil na kole. Účastnil se cestovatelských expedic do Peru, Mexika, Norska, Slovinska, Ukrajiny, Tanzanie a na Nový Zéland. Na podzim 2013 vydal knihu o cyklistických výletech po Šumavě Na kole s Michalem Jančaříkem.
Od narození trpí polycystózou ledvin.  Vážné zdravotní problémy, které způsobily jeho ochrnutí, začaly v roce 2016 a přetrvávaly v roce 2018.
Má manželku a dcery Julii a Sofii.